# James Abankwah
James Abankwah, né le 16 janvier 2004 à Letterkenny en Irlande, est un footballeur irlandais qui évolue au poste de défenseur central au Watford FC, en prêt de l'Udinese Calcio.

## Biographie

### En club
Né à Letterkenny en Irlande, James Abankwah est formé par le St. Patrick's Athletic FC. Le 7 juillet 2021, il signe son premier contrat professionnel alors qu'il est âgé de 17 ans.
Abankwah participe à la finale de la coupe d'Irlande 2021, qui a lieu le 28 novembre 2021 face au Bohemians FC. Il entre en jeu et son équipe s'impose après une séance de tirs au but,. Il s'agit du premier trophée de sa jeune carrière.
En janvier 2022, James Abankwah quitte le club et rejoint l'Italie afin de signer en faveur de l'Udinese Calcio,. Il est toutefois prêté directement au St. Patrick's Athletic FC jusqu'en juin 2022.
Le 1er septembre 2023, James Abankwah est prêté au Charlton Athletic pour une saison.
Le 16 janvier 2025, James Abankwah est prêté au Watford FC jusqu'à la fin de la saison.

### En sélection nationale
James Abankwah joue son premier match avec l'équipe d'Irlande des moins de 19 ans le 8 octobre 2021, face à la Suède. Il entre en jeu et les deux équipes se neutralisent (2-2 score final).

## Palmarès

### En club
St. Patrick's Athletic FC
- Coupe d'Irlande
  - Vainqueur : 2021.
- Supercoupe d'Irlande
  - Finaliste : 2022